# 원죄적 본능 2
《원죄적 본능 2》(Mind Twister)는 미국에서 제작된 프레드 올렌 레이 감독의 1994년 드라마, 미스터리, 스릴러 영화이다. 텔리 사바라스 등이 주연으로 출연하였고 뤼기 신골라니 등이 제작에 참여하였다.
이 영화는 1993 아메리칸 필름 마켓에서 배급사들에 의해 극장 데뷔하였다. 대한민국에는 1995년 6월 3일 개봉되었다.

## 출연

### 주연
- 텔리 사바라스
- 에리카 난

### 조연
- 게리 허드슨
- 수지 슬레이터
- 리차드 라운트리
- 마리아 포드
- 엔젤 애슐리
- 넬스 반 패튼
- 샘 히오나
- 데보라 더치
- 존 블리스 베리모어
- 프레드 올렌 레이
- 뤼기 신골라니
- 저스틴 캐롤
- 빈센트 바비
- 폴라 레이몬드
- 제프 머레이

## 기타
- 제작보: 브라이언 패트릭 오툴
- 협력프로듀서: W. 피터 밀러
- 미술: 데이빗 J. 봄바
- 의상: 제롬 커티스
- 배역: 엘렌 랭